# Barracas (kommun)
Barracas är en kommun i Spanien.   Den ligger i provinsen Província de Castelló och regionen Valencia, i den östra delen av landet, 260 km öster om huvudstaden Madrid. Antalet invånare är 201. Arean är 42 kvadratkilometer. Barracas gränsar till Pina de Montalgrao, Torás, El Toro och Viver. 
Terrängen i Barracas är platt åt nordväst, men åt sydost är den kuperad.